# Black Woman & Child
Black Woman & Child – drugi album studyjny Sizzli, jamajskiego wykonawcy muzyki reggae i dancehall.
Płyta została wydana 7 września 1997 roku przez jamajską wytwórnię Brickwall Records (za dystrybucję odpowiadała również londyńska wytwórnia Greensleeves Records). Nagrania zostały zarejestrowane w Digital B Studio w Kingston.  Ich produkcją zajął się Bobby "Digital" Dickson. Trzon grupy akompaniującej Sizzli stanowili muzycy riddim bandu The Fire House Crew.
W roku 2002 nakładem nowojorskiej wytwórni VP Records ukazała się reedycja albumu, zawierająca także dwa dodatkowe utwory: "Do Good Everytime" oraz "Nice Day".

## Lista utworów
1. "Black Woman & Child"
2. "Hard Ground"
3. "More Guidance"
4. "Make It Secure"
5. "Oh What A Joy"
6. "Love Is Divine"
7. "One Away"
8. "Guide Over Us"
9. "Give Them the Ride"
10. "Baby A Use Dem Brain" feat. Capleton
11. "Princess Black" feat. Edi Fitzroy
12. "No Time To Gaze"
13. "To Much To Bear"
14. "Mi Lord" feat. Determine
15. "Give Them the Ride (Morgan Heritage Remix)"

Dodatkowe utwory w reedycji:
1. "Do Good Everytime"
2. "Nice Day"

## Twórcy

### Muzycy
- Sizzla – wokal
- Capleton – wokal (gościnnie)
- Determine – wokal (gościnnie)
- Edi Fitzroy – wokal (gościnnie)
- Ernest Wilks – gitara
- Dalton Brownie – gitara, chórki
- Robbie Shakespeare – gitara basowa
- Barry O'Hare – gitara basowa, perkusja, instrumenty klawiszowe
- Donald "Bassie" Dennis – gitara basowa, instrumenty klawiszowe
- Benjamin "Benjy" Myres – gitara basowa, instrumenty klawiszowe
- Paul "Jazzwad" Yebuah – gitara basowa, perkusja, instrumenty klawiszowe
- Paul "Computer Paul" Henton – gitara basowa, perkusja, instrumenty klawiszowe
- Sly Dunbar – perkusja
- Melbourne "George Dusty" Miller – perkusja
- Paul "Wrong Move" Crossdale – instrumenty klawiszowe
- Herman "Bongo Herman" Davis – konga
- Ronald "Nambo" Robinson – puzon
- Dean Fraser – saksofon
- Marie "Twiggy" Gittens – chórki

### Personel
- Bobby "Digital" Dixon – inżynier dźwięku, miks
- Steven Stewart – asystent inżyniera dźwięku
- Balford Henry – opracowanie wkładki płytowej